# Agrarische Partij (Slowakije)
De Agrarische Partij (Slowaaks: Roľnícka Strana Slovenska, afkorting RSS) is een Slowaakse politieke partij.
De Agrarische Partij werd opgericht toen Slowakije nog bij het Oostenrijk-Hongaarse keizerrijk hoorde. De agrarische leiders streefden naar een autonoom Slowakije en naar emancipatie van de boeren. De partij kreeg een (gematigd) nationalistisch karakter. Onder de oprichters en partijleiders bevonden zich veel Protestanten, omdat zij zich niet bij de rooms-katholieke Slowaakse Volkspartij van mgr. Andrej Hlinka wilden aansluiten. 
Reeds voor de Eerste Wereldoorlog begonnen prominente partijleden naar een onafhankelijke staat voor Tsjechen en Slowaken te streven. Direct na de onafhankelijkheid van Tsjecho-Slowakije in 1918 trad de Agrarische Partij toe tot de regering. In 1919 fuseerde de Agrarische Partij met de Slowaakse Nationale Partij tot de Slowaakse Nationale en Boerenpartij. In 1922 ging de Slowaakse Nationale en Boerenpartij een fusie aan met de Tsjechische Agrarische Partij waaruit de Republikeinse Partij van Boeren en Landbouwers voortkwam. 
Na de val van het communisme in Tsjecho-Slowakije en de onafhankelijkheid van Slowakije (1993) was er weer een Slowaakse Agrarische Partij actief. Sindsdien nam de partij deel aan de coalitieregering (1994-1998). Partijvoorzitter is Miroslav Maxon (1998-).